# Sojuz TMA-07M
Sojuz TMA-07M je ruská kosmická loď řady Sojuz. Dne 19. prosince 2012 odstartovala z kosmodromu Bajkonur k Mezinárodní vesmírné stanici (ISS), kam dopravila tři členy Expedice 34. Poté zůstala u ISS jako záchranná loď až do 13. května 2013, kdy se s ní stejná trojice kosmonautů vrátila na Zem.

## Posádka
Hlavní:
- Roman Romaněnko (2), velitel, Roskosmos (CPK)
- Christopher Hadfield (3), palubní inženýr 2, CSA
- Thomas Marshburn (2), palubní inženýr 1, NASA

V závorkách je uveden dosavadní počet letů do vesmíru včetně této mise.
Záložní:
- Fjodor Jurčichin, Roskosmos (CPK)
- Luca Parmitano, ESA
- Karen Nybergová, NASA

## Průběh letu
Kosmická loď odstartovala z Bajkonuru 19. prosince 2012 v 12:12:35 UTC. Ke změnám v obsazení posádky nedošlo, na palubě byli nominovaní Rus Romaněnko, Američan Marshburn a Kanaďan Hadfield. Po obvyklém dvoudenním letu se Sojuz 21. prosince v 14:08 UTC automaticky spojil s Mezinárodní vesmírnou stanicí.
Dne 13. května 2013 v 23:08 UTC se Romaněnko, Marshburn a Hadfield s lodí odpojili od stanice a o několik hodin později v 03:06 UTC druhého dne přistáli v kazašské stepi u Džezkazganu, let Sojuzu trval 145 dní, 14 hodin, 18 minut.